# Mistrzostwa Świata w Narciarstwie Klasycznym 1925
Mistrzostwa Świata w Narciarstwie Klasycznym 1925 miały miejsce w dniach 4-14 lutego 1925 w Jańskich Łaźniach, w Czechosłowacji. 

## Biegi narciarskie

### Biegi narciarskie mężczyzn
| Konkurencja | Data           | Złoto           | Srebro           | Brąz            |
| ----------- | -------------- | --------------- | ---------------- | --------------- |
| 18 km       | 12 lutego 1925 | Otakar Německý  | František Donth  | Josef Erlebach  |
| 50 km       | 14 lutego 1925 | František Donth | František Häckel | Antonín Ettrich |

## Kombinacja norweska
| Konkurencja         | Data          | Złoto          | Srebro      | Brąz               |
| ------------------- | ------------- | -------------- | ----------- | ------------------ |
| Zawody indywidualne | 4 lutego 1925 | Otakar Německý | Josef Adolf | Xaver Affentranger |

## Skoki narciarskie
| Konkurencja                   | Data           | Złoto       | Srebro          | Brąz            |
| ----------------------------- | -------------- | ----------- | --------------- | --------------- |
| Duża skocznia - indywidualnie | 12 lutego 1925 | Willen Dick | Henry Ljungmann | František Wende |

## Szczegółowe wyniki
- Skoki narciarskie
- Biegi narciarskie
- Kombinacja norweska

## Klasyfikacja medalowa
| Pozycja | Państwo        | Złoto | Srebro | Brąz | Razem |
| ------- | -------------- | ----- | ------ | ---- | ----- |
| 1       | Czechosłowacja | 4     | 3      | 3    | 10    |
| 2       | Norwegia       | 0     | 1      | 0    | 1     |
| 3       | Szwajcaria     | 0     | 0      | 1    | 1     |